# مقاطعة سيريك
مقاطعة سيريك (بالفارسية: شهرستان سیریک) هي إحدى مقاطعات في
محافظة هرمزغان في جنوب إيران. مركز مقاطعة سيريك هي مدينة سيريك. غالبية سكان المقاطعة من البلوش السنة.

## التقسيمات الادارية لمقاطعة بشاكرد
على أساس التقسيمات الإدارية الحديثة تنقسم مقاطعة بشاكرد إلى 2 بلدتين كالتالي :
- البلدة المركزية.[2]

وتشمل قريتين كبيرتين كالتالي:
- - دهستان سيريك
  - دهستان بيابان
  - المدن: مدينة سيريك
  - المدن:مدينة كروك
- بلدة بمانی.

وتشمل قريتين كبيرتين كالتالي:
- - دهستان بمانی
  - دهستان شاهمرادی
  - المدن:مدينة بندر کوهس

## وصلات خارجية
- التقسيمات الادارية لمحافظة هرمزغان
- التقسيمات الادارية لمحافظة هرمزغان 2